# Svävkroppsmätare
Svävkroppsmätare, även varumärket rotameter förekommer, är en flödesmätare där en svävkropp med känd densitet lyfts uppåt av flödet i ett lodrät mätrör med invändig koning. Allteftersom svävkroppen stiger vidgas rördiametern och en proportionellt mindre andel av flödet påverkar svävkroppen till dess jämvikt mellan stigkraften och tyngdkraften uppnås. Svävkroppen utformas utifrån koningen så att lyftkraften blir direkt proportionell till flödeshastigheten och höjden antingen kan avläsas på en graderad skala eller överföras med beröringsfri koppling till en elektrisk signal. 

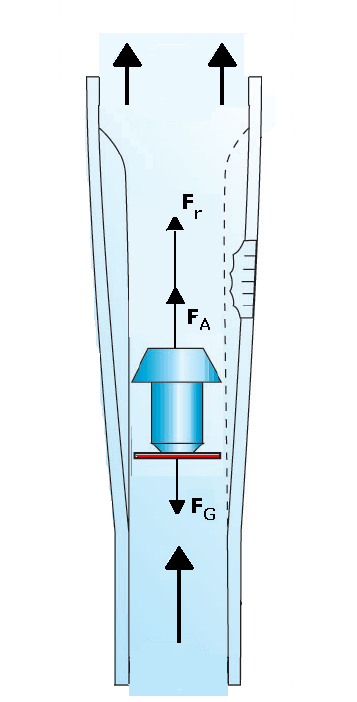
Funktionsprincip: Jämvikt uppnås när flytkraften F_{A} och lyftkraften F_{r} är densamma som tyngdkraften F_{G}. Eftersom gravitation och flytkraft är konstantvärden så är lyftkraften direkt beroende av flödeshastigheten.

Den grundläggande ekvationen för det volumetriska flödet Q genom mätaren med konstanten C, som beror på utformningen av koning och svävkropp, är
{\displaystyle Q={CA_{a}}{\sqrt {\frac {\rho _{s}-\rho _{f}}{\rho _{f}}}}}
där Aa är skillnaden mellan svävkroppens area och arean av rörets tvärsnitt i höjd med svävkroppen,
ρs är svävkroppens densitet, och
ρf är densiteten på den gas eller vätska som går genom röret.
Noggrannheten ligger typiskt sett mellan 0,5 och 1,0 procent, medan tryckfallet genom mätaren understiger 7 kPa vilket är betydligt lägre än andra vanliga mätmetoder. Konstruktionen tillåter direkta mätningar på upp till 15 m³/minut, men genom avledning från huvudflödet kan betydligt större flöden uppmätas. Mindre anpassningar till mätområde och densitet görs genom utbyte av svävkropp, medan större ändringar även kräver utbyte av mätröret. Svävkroppsmätaren har ett brett användningsområde för både gaser och vätskor, och  är i stort sett självrengörande. Fibrösa och slipande material utgör undantag, där svävkroppsmätare är olämpliga.

## Historia
Karl Küppers (1874–1933) från Aachen anges som uppfinnare med tyskt patentnummer 215225 från 1908, som avser en Schwebekörper-Durchflussmesser (svävkropps-genomströmningsmätare). Ett år senare, 1909, bildade Felix Meyer "Deutsche Rotawerke GmbH" för tillverkning av det nya mätinstrumentet. Termen "flödesmätare med variabel yta" myntades genom marknadslanseringen av roterande flottörer och experter talar fortfarande om så kallade rotametrar när flödesmätare med variabel yta krävs, trots att det finns andra typer av mätare inom gruppen. Under 1990-talet köptes Rota av det japanska företaget Yokogawa Electric, som specialiserat sig på mät-, styr-, och reglreutrustning.